# تیم ملی اتحادیه راگبی فیجی
الگو:Infobox national rugby team
تیم ملی اتحادیه راگبی فیجی (انگلیسی: Fiji national rugby union team) نماینده فیجی در اتحادیه بین‌المللی راگبی مردان (راگبی ۱۵ نفره) است. فیجی در مسابقات سه ملت اقیانوس آرام شرکت کرد و اکنون در مسابقات جانشین خود در جام ملت‌های اقیانوس آرام شرکت می‌کند.